# Obstrucción a la justicia
La obstrucción a la justicia, en las jurisdicciones de los Estados Unidos, es un delito que consiste en obstruir a fiscales, detectives u otros oficiales del gobierno. Las jurisdicciones de ley común (derecho anglosajón) distintas a las de los Estados Unidos tienden a utilizar el delito más amplio de prevaricación.
El Diccionario panhispánico del español jurídico define la obstrucción a la justicia como "Conducta delictiva consistente en dejar voluntariamente de comparecer, sin justa causa, ante un juzgado o tribunal en proceso criminal con reo en prisión provisional, provocando la suspensión del juicio; o en hacerlo por segunda vez, previa advertencia, en causa criminal sin reo en prisión, haya provocado o no esa suspensión dicha conducta; o en destruir, inutilizar u ocultar documentos o actuaciones de un procedimiento judicial de los que haya recibido traslado en su calidad de interviniente en el mismo". El delito por obstrucción a la justicia consiste en diversas actuaciones dolosas que ocurren durante o después de un procedimiento judicial que atentan contra la adecuada Administración de Justicia y otros bienes privados de las partes involucradas.
La obstrucción es un delito amplio que puede incluir actos como el perjurio, dar un falso testimonio a oficiales, manipulación de testigos, manipulación del jurado, destrucción de evidencia, y muchos otros. La obstrucción también aplica a la coacción evidente del tribunal u oficiales de gobierno a través de amenazas o daño físico real, y también aplica a la sedición deliberada contra un oficial de tribunal para socavar el aspecto de autoridad legítima.[cita requerida]

## Vista legal general
La obstrucción a la justicia es un término global que cubre una variedad de delitos concretos. El diccionario legal Black's Law Dictionary lo define como cualquier "interferencia con la administración ordenada de ley y justicia". La obstrucción ha sido clasificada por varias fuentes como delito de proceso, delito de orden público, o delito de cuello blanco.
La obstrucción puede incluir los delitos cometidos por jueces, fiscales, procuradores generales, y oficiales electos en general.

### Ley federal
En la ley federal, los delitos que forman parte de la obstrucción a la justicia están definidos principalmente en el Capítulo 73 del Título 18 del Código Penal de los Estados Unidos. Este capítulo contiene provisiones que cubren varios delitos concretos como la manipulación de testigos y represalia contra testigos, manipulación del jurado, destrucción de evidencia, agresión a un servidor de proceso y robo de registros de tribunal. También incluye secciones más generales que cubren la obstrucción de procedimientos en tribunales federales, en el Congreso, y Departamentos Ejecutivos Federales. Una de las provisiones más amplias en el capítulo, conocida como la Cláusula Ómnibus, declara que cualquiera que "corruptamente... trate de influir, obstruir, o impedir la administración de justicia debida" en conexión con un procedimiento en un tribunal pendiente está sujeto a castigo.
La estadística con respecto a la frecuencia de procesamientos por obstrucción a la justicia no es clara. En 2004, las agencias federales arrestaron a 446 personas por obstrucción, lo que representa el 0.3% de todos los arrestos federales. Sin embargo, esto no incluye a las personas acusadas de obstrucción además de un delito subyacente más serio.

#### Aumento de la condena
Bajo las Pautas Federales de Sentencias de los Estados Unidos, un acusado de cualquier delito está sujeto a una sentencia más severa si se declara culpable de haber obstruido la justicia al impedir la investigación o procesamiento de sus delitos. Mientras que una condena separada por el delito de obstrucción requeriría pruebas más allá de una duda razonable, un hallazgo de obstrucción con propósitos de condena sólo necesita cumplir el estándar más libre de "Onus probandi" (a no ser que la sentencia aumentada supere la sentencia máxima estatutaria para el delito subyacente).
Un hallazgo de obstrucción añade dos niveles a la sentencia del infractor, los cuales pueden ser hasta 68 meses de prisión adicionales. En 2017, el aumento de la condena por obstrucción se aplicó en 1,319 casos, lo que representa el 2.1% de todas las sentencias emitidas en tribunales federales.

### Ley estatal
Las leyes estatales que consideran la obstrucción a la justicia varían ampliamente. Una encuesta realizada en 2004 reveló que 24 estados y el Distrito de Columbia tienen un estatuto general que criminaliza la obstrucción a la justicia u obstrucción de funciones del gobierno en términos amplios, similares a aquellos encontrados en la ley federal. Todos los estados tienen leyes que prohíben ciertos tipos de obstrucción, como la manipulación de testigos, del jurado, o la destrucción de evidencia.

## Historia
Desde la creación de los tribunales federales por la Ley Judicial de 1789, los jueces tienen el poder de castigar sumariamente a quienes obstruyeron a la justicia al retenerlos por desacato al tribunal.
Un escándalo en 1830 llevó a la reforma de la ley de desacato y al establecimiento de obstrucción a la justicia como un delito separado. El Juez federal James H. Peck encarceló a un abogado por desacato al tribunal por publicar una carta en la que criticaba una opinión de Peck. En un esfuerzo por impedir tales abusos, el Congreso pasó una ley en 1831 en la que se limita la aplicación de los procedimientos de desprecio sumarios a delitos cometidos dentro o cerca el tribunal. Una sección nueva, la cual sobrevive hoy como la Cláusula Omnibus, se añadió para castigar los desacatos cometidos fuera del tribunal, pero sólo después de la acusación y la prueba por jurado.
En 1982, en respuesta a las preocupaciones porque la ley de obstrucción no proporcionaba protección adecuada a las víctimas de delitos y a otros testigos, el Congreso amplió la ley en contra de la manipulación de testigos y represalias delictivas contra testigos, como parte de la Ley de protección a víctimas y testigos.
La Ley Sarbanes-Oxley de 2002 fortaleció las leyes de obstrucción que consideran la destrucción de evidencia antes de que comience una investigación o procediendo, en respuesta a la ampliamente difundida destrucción de documentos relacionados en el Escándalo Enron por parte de la empresa de contabilidad Arthur Andersen.

## Ejemplos notables

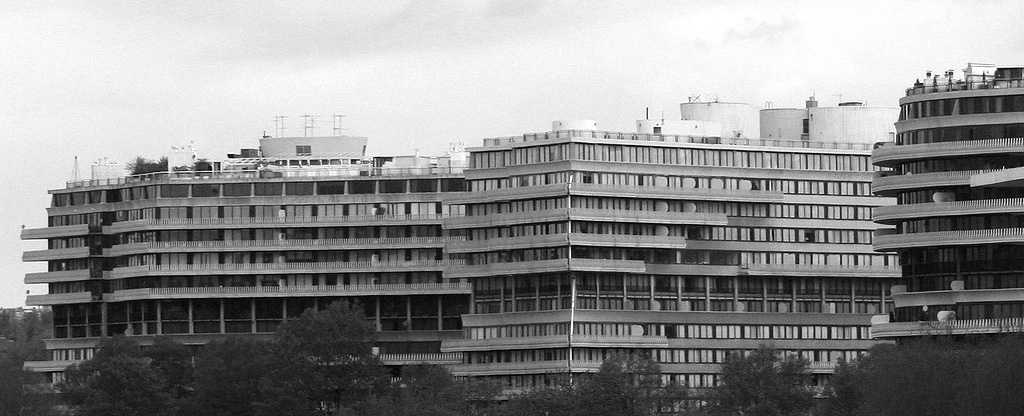
Complejo Watergate desde el puente Theodore Roosevelt

- El procedimiento de destitución de Richard Nixon en 1974 incluía cargos de obstrucción a la justicia para impedir la investigación del Escándalo Watergate. Los actos de obstrucción de Nixon, como alegó la Comisión de Asuntos Judiciales, incluyeron el mentir a los detectives y la retención de evidencia, manipulación de testigos (a través de pagos de dinero por su silencio), y hacer declaraciones falsas al público sobre la investigación.[24][25] Nixon dimitió antes de que la destitución fuera considerada por la totalidad de la Cámara de Representantes, y fue perdonado preventivamente por Gerald Ford antes de que cualquier investigación criminal pudiera ocurrir.[26]

- En el despertar del asunto Irán-Contra, varios miembros de la Administración Reagan fueron acusados de encubrimiento de evidencia y obstrucción a la justicia por presuntas acciones incluyendo mentir al los comités del Congreso que investigaban el asunto.[27]
- El Proceso de destitución de Bill Clintonen 1998 incluía alegaciones de que Clinton obstruyó justicia por intentar influir en el testimonio de testigos, incluyendo Monica Lewinsky, en la demanda por acoso sexual que presentó Paula Jones, y por incentivar a Lewinsky para encubrir evidencia.[28]  Clinton fue absuelto de todos los cargos por el Senado.
- La empresa de contabilidad Arthur Andersen fue acusada y declarada culpable de obstrucción a la justicia en 2002 por presuntamente destruir y alterar documentos antes de una investigación del Escándalo Enron.[29] La compañía fue condenada y eficazmente destruida, aunque después la condena fue anulada.[30]
- Martha Stewart fue acusada de obstrucción a la justicia en 2004 por mentir a detectives en el caso de uso de información privilegiada de ImClone sobre las razones para una venta de acciones que se investigaba como potencial caso de Información privilegiada.[31]
- En el caso Estados Unidos v. Binion, hacerse el enfermo (fingir enfermedad) durante la evaluación de una competencia fue considerado como obstrucción a la justicia y llevó a un aumento de sentencia.[32]
- Scooter Libby, asesor del Vicepresidente Dick Cheney, fue acusado de obstrucción a la justicia en 2007 por presuntamente mentirle a un jurado de acusación que investigaba el asunto Plame sobre conversaciones que tenía con reporteros sobre la identidad de Valerie Plame como agente de la CIA.[33][34] Libby fue condenado por obstrucción y delitos relacionados, pero su sentencia a prisión de 30 meses fue conmutada por George W. Bush, y fue perdonado por Donald Trump en 2018 después de que una testigo clave retractó de su testimonio.[35][36]
- Conrad Black fue condenado de obstrucción a la justicia en julio de 2007[37] por eliminar 13 cajas que contenían registros financieros de su oficina en Toronto después de que habían sido sellados por una orden judicial, y regresó las cajas unos días más tarde. Black fue perdonado por Donald Trump en mayo de 2019.[38]
- Barry Bonds fue acusado de obstrucción a la justicia en 2011 por presuntamente mentirle a un jurado de acusación que investigaba el escándalo BALCO sobre si su entrenador personal le había dado esteroides.[39] Bonds fue condenado y sirvió 30 días de arresto domiciliario, pero más tarde la condena fue anulada por apelación.[40]
- Los esfuerzos para destituir a Donald Trump han incluido alegaciones de que obstruyó a la justicia por impedir la investigación de las acusaciones de interferencia rusa en las elecciones presidenciales de Estados Unidos de 2016 y la investigación de la Controversia Trump-Ucrania. El informe de Mueller describió diez casos potenciales de obstrucción a la justicia, incluyendo el despido del director del FBI, James Comey, intentos de influenciar a testigos, intentos de influenciar al Departamento de Justicia sobre el Abogado Especial Robert Mueller, y un intento de despedir a Mueller.[41] El Comité de la Cámara de Representantes de los Estados Unidos sobre el poder judicial abrió una investigación de las alegaciones.[42][43]
- Muchos de los participantes del Asalto al Capitolio de los Estados Unidos de 2021 fueron acusados de Obstrucción al Congreso/a la justicia.[44][45]